# Muzeum Nietypowych Rowerów w Gołębiu
Muzeum Nietypowych Rowerów – prywatne muzeum w miejscowości Gołąb k. Puław. Założone i prowadzone od 1987 roku, przez kustosza i przewodnika Józefa Konstantego Majewskiego (pomysłodawcy Muzeum Pijaństwa).

## Galeria

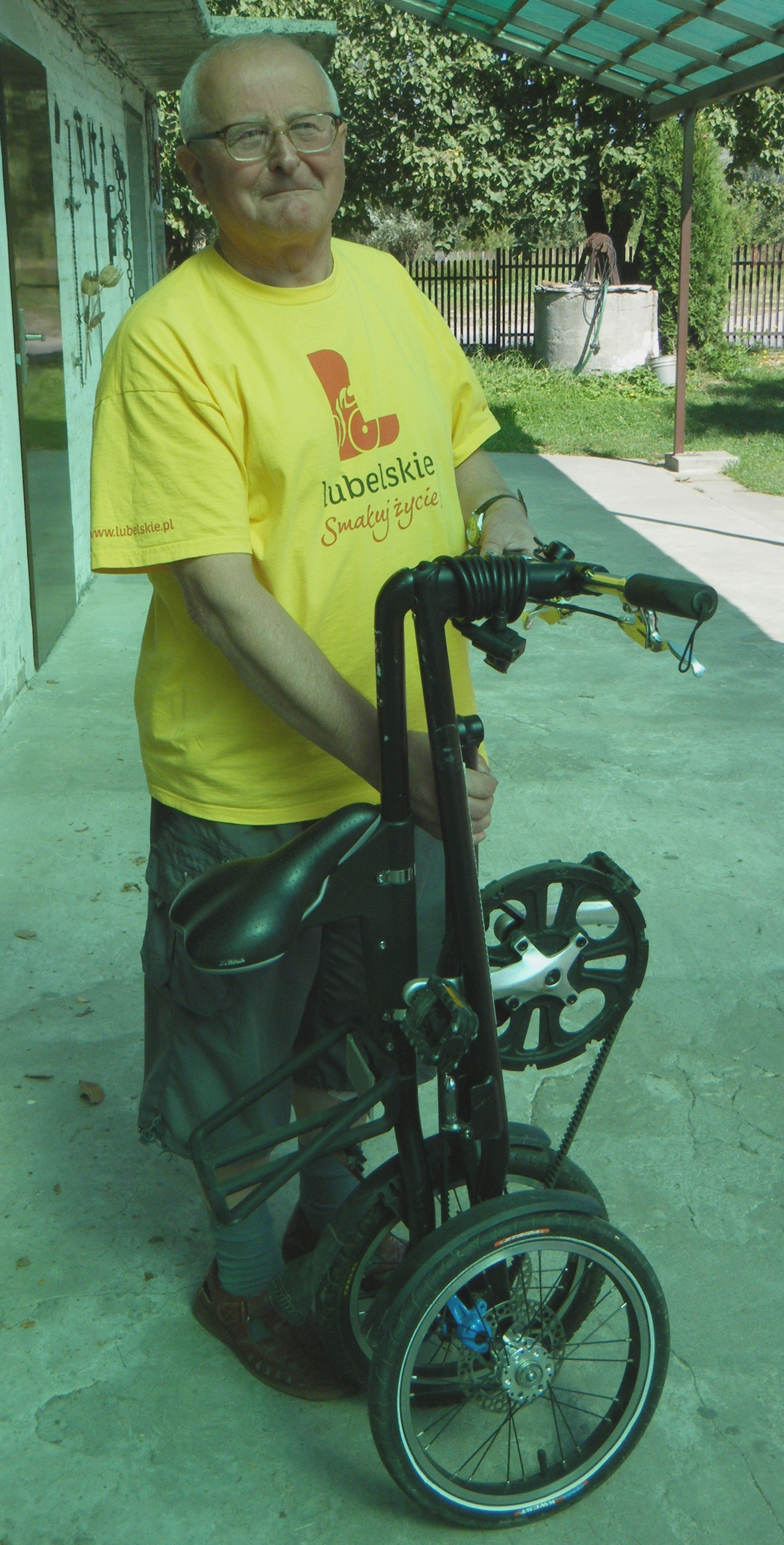
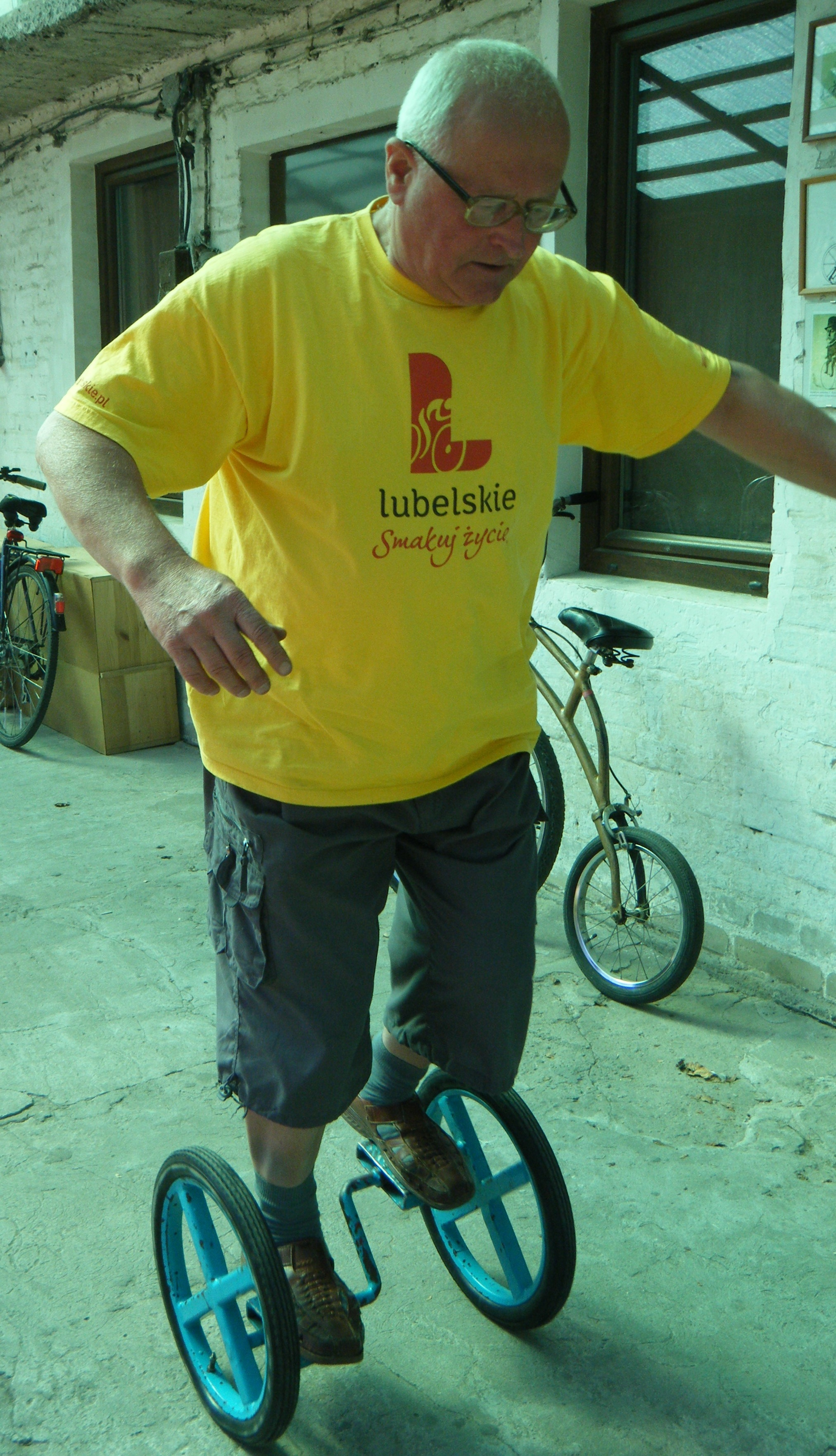
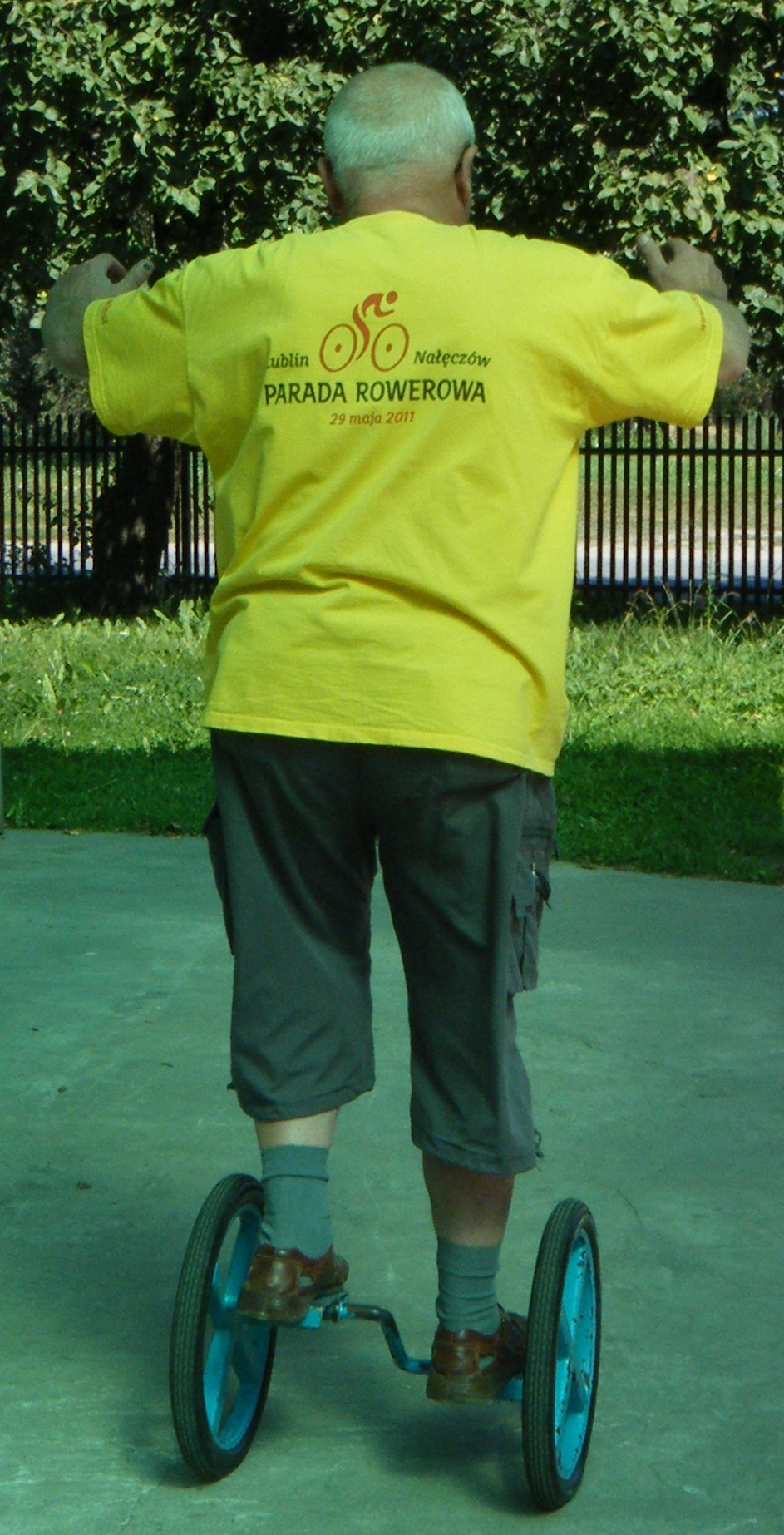